# Леон Муньис, Брайан
Брайан Леон Муньис (исп. Brayan León Muñiz; род. 19 октября 2000, Турбако, Боливар) — колумбийский футболист, нападающий клуба «Депортес Толима».

## Клубная карьера
Леон — воспитанник клуба «Депортиво Перейра». 7 февраля 2021 года в матче против «Мильонариос» он дебютировал в Кубке Мустанга. 21 августа в поединке против «Индепендьенте Санта-Фе» Брайан забил свой первый гол за «Депортиво Перейра». В 2022 году игрок помог клубу выиграть чемпионат. В начале 2023 года Леон перешёл в «Атлетико Хуниор». 25 января в матче против «Рионегро Агилас» он дебютировал за новую команду.
Летом 2023 года Леон перешёл в «Индепендьенте Медельин». 15 июля в матче против «Ла Экидад» он дебютировал за новый клуб. 23 октября в поединке против «Депортиво Перейра» Брайан забил свой первый гол за «Индепендьенте Медельин».

## Достижения
Клубные
 «Депортиво Перейра»
- Победитель чемпионата Колумбии — Финалисасьон 2022